# Christopher Greenup

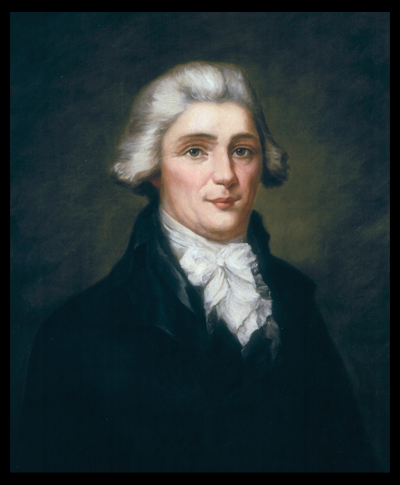
Christopher Greenup

Christopher Greenup (* 1750 im Loudoun County, Colony of Virginia; † 27. April 1818 in Frankfort, Kentucky) war ein US-amerikanischer Politiker (Demokratisch-Republikanische Partei) und Gouverneur des Bundesstaates Kentucky, den er auch im US-Repräsentantenhaus vertrat.

## Frühe Jahre
Das genaue Geburtsdatum von Christopher Greenup ist unbekannt. Die amerikanischen Historiker gehen aber davon aus, dass er im Jahr 1750 geboren wurde. Während des Unabhängigkeitskrieges brachte er es zum Oberst in der Miliz von Virginia und der Kontinentalarmee. Er studierte Jura und wurde 1783 als Rechtsanwalt zugelassen. Anschließend praktizierte er als Anwalt im Fayette County, das heute zu Kentucky gehört, damals aber noch Teil von Virginia war. Ab 1785 war Greenup politisch aktiv. In diesem Jahr wurde er Mitglied des Abgeordnetenhauses von Virginia. Außerdem war er auf drei von insgesamt zehn Konventen anwesend, auf denen die westlichen Teile Virginias über einen eigenen Staat diskutierten. Das Ergebnis war die Entstehung des Staates Kentucky und dessen Aufnahme in die Union am 1. Juni 1792. Von 1792 bis 1797 vertrat er den zweiten Wahlbezirk des neuen Staates als Abgeordneter im US-Repräsentantenhaus. Nach einem kurzen Zwischenspiel im Repräsentantenhaus von Kentucky wurde er 1799 bis 1802 Beamter (Clerk) im Senat dieses Staates. Von 1802 bis 1804 war er Bezirksrichter von Frankfort.

## Gouverneur von Kentucky
Im Jahre 1800 bewarb er sich erfolglos um das Amt des Gouverneurs; er unterlag als Zweitplatzierter James Garrard. Vier Jahre später trat er ohne Gegenkandidat an und wurde Garrards Nachfolger. Greenup setzte sich für die Verbesserung der Infrastruktur in Kentucky ein. So plante er einen Kanal in Louisville, um die Wasserfälle des Ohio mit Schiffen umgehen zu können. Ihm ging es dabei um den Ausbau der Wasserstraßen, insbesondere nachdem der Mississippi als Binnenwasserstraße für den regelmäßigen Schiffsverkehr freigegeben worden war. Damit konnten Waren bequem über den Mississippi nach New Orleans und von dort aus weltweit verschifft werden. Ebenfalls in seiner Amtszeit wurde in Frankfort eine staatseigene Bank aufgebaut. Greenup sorgte auch dafür, dass die öffentlichen Ämter mit vertrauenswürdigen Personen besetzt wurden.
Nach dem Ende seiner Amtszeit 1808 wurde er wieder Jurist. Vier Jahre später war er Friedensrichter im Franklin County. Außerdem absolvierte er zwischen dem 4. Februar und dem 13. März 1813 eine kurze Amtszeit als Secretary of State von Kentucky. Von Anfang an war er Mitglied des Kuratoriums der Transylvania University in Lexington. Christopher Greenup starb am 27. April 1818 in Frankfort. Er war mit Mary Catherine Pope verheiratet, mit der er zwei Kinder hatte.
Nach ihm ist Greenup County in Kentucky benannt.